# Abfaltersbach
Abfaltersbach är en ort och kommun i distriktet Lienz i förbundslandet Tyrolen i Österrike.
Abfaltersbach ligger vid vattendragen Erlbachs mynning i floden Drau. Orten nämndes 974 för första gången i en urkund. Samhällets första kyrka (Andreaskirche) som invigdes 1441 och som fick en ombyggnad 1765 har gotiska och barocka stilelement. Även julkrubban är från barocken och större väggmålningar skapades i Rokokostilen. Orten har en andra kyrka (Mariä Heimsuchung) i Barockstilen. Flera bondgårdar har bevarade härbre.